# 鹿間時夫
鹿間 時夫（しかま ときお、1912年6月6日 - 1978年12月12日）は、日本の古生物学者。

## 経歴
出生から修学期
1912年、京都府で生まれた。旧制成蹊高等学校を経て、東北帝国大学理学部に進学。1931年から1939年にかけて、栃木県葛生町周辺に広く分布する古生代石灰岩の割れ目にたまった第四紀の堆積物の中から発見された化石を調査。東北帝国大学理学部を卒業。
古生物学者として
1942年、満洲国の新京工業大学教授に就任。
戦後は1947年から3年間、長野県飯田高松高校教諭として勤務。このとき直接の影響を受けた卒業生には長谷川善和、鎮西清高、加賀美英雄（海洋地質学）、山田哲雄（岩石学）、松島信幸（日本地質学会名誉会員）がいる。ほか、本多勝一（ジャーナリスト）や富永明夫（仏文学者）、近藤信道（画家）もその時期の教え子であった。1950年、横浜国立大学教授に就任｡1950年、学位論文『葛生層の地質学的古生物学的研究』を東北大学に提出して理学博士の学位を取得。
1971年、日本古生物学会会長に就任。1978年、日本古生物学会名誉会員となった。同年12月に死去。享年66。

## 研究内容・業績
古生物研究
- 栃木県葛生町周辺で発見された陸上哺乳類などの化石を1931年から1939年にかけて調査し、ニホンムカシジカやクズウアナクマなどの新種11種を含んだ計61種4000点を発見・報告している（葛生化石動物群）[3]。
- 古生代の二枚貝「シカマイア」や更新世に生息したシフゾウ属のシカ「シカマシフゾウ」は鹿間時夫にちなんで名付けられた[4][5]。トガリネズミ科の化石種には「シカマトガリネズミ」も存在する[6]。
- 神戸層群の命名者で、左鎮人の調査でも知られる。

こけし研究家
- こけし研究家でもあり[7]、こけし関係の著書も多い。特に監修および執筆・編集した『こけし辞典』（1971年、東京堂出版）は空前前後のものであった。

## 著作
著書
- 『古脊椎動物図鑑』 朝倉書店 1979
- 『日本化石図譜』 日本礦物趣味の会出版部 1943
- 『こけし・人・風土』築地書館 1954
- 『こけしの美』未来社 1961
- 『こけし：美と系譜』社会思想社 1966
- 『こけし鑑賞』 美術出版社 1967
- 『美の遍歴：民芸とこけしより南画へ』恒文社 1980
- 『こけし鑑賞』

論文
- 国立情報学研究所収録論文 国立情報学研究所